# Sylvie Bourgeois
Pour les articles homonymes, voir Bourgeois et Harel.
Sylvie Bourgeois ou Sylvie Bourgeois Harel, née le 7 août 1961 à Monaco est une romancière et scénariste française. 
Elle est l'épouse du réalisateur Philippe Harel.

## Biographie
Sylvie Bourgeois a créé un personnage de femme de 40 ans qui veut changer de vie, décliné dans plusieurs ouvrages : avec Sophie à Cannes, Sophie au Flore, Sophie a les boules et Sophie à Saint-Tropez. Les droits audiovisuels de Sophie au Flore ont été achetés par la société de Gérard Jourd'hui JMG Productions pour une adaptation télévisuelle de 6 × 52 min, Sophie change de vie.
Elle écrit également sous le nom de Cécile Harel, avec lequel elle a signé En attendant que les beaux jours reviennent.
Depuis juillet 2017, elle produit et réalise une web-série Marcelline l'aubergine (disponible sur YouTube). 
Elle a épousé Philippe Harel le 15 juin 2005.

## Scénarios
- Les Randonneurs à Saint-Tropez (2008), de Philippe Harel, coécrit avec Philippe Harel et Éric Assous
- Mémoires de mai, de Philippe Harel, documentaire, coécrit avec Édouard Waintrop (2008)

- Un homme inconsolable, coécrit avec Philippe Harel, d'après un roman de Jean-Paul Dubois[réf. nécessaire].

## Publications

### Romans
- Lettres à un Monsieur, Paris, Éditions Blanche, 2003, 185 p. (ISBN 978-2-84628-069-3)
- L'Amour libre, Paris, Éditions Fayard, 2004, 238 p. (ISBN 978-2-213-62035-0)
- Sophie à Cannes. Flammarion. 5 octobre 2011. 251 pages
- Sophie au Flore. Flammarion. 16 mai 2012. 286 pages.  (ISBN 2081259907)
- En attendant que les beaux jours reviennent. Signé Cécile Harel. Éditions Les Escales. 23 août 2012. 287 pages. Pocket. 2013. Piper (Allemagne) 2014. réédition chez Adora 2015
- J'aime ton mari. Adora. 5 mars 2014. 220 pages.  (ISBN 978-2-9547229-0-0)
- Sophie a les boules. Adora. 1er décembre 2014. 248 pages.  (ISBN 978-2-9547229-2-4)
- Sophie à Saint-Tropez. Adora. 22 juillet 2016. 316 pages.  (ISBN 978-2-9547229-6-2)

### Nouvelles
- Brèves enfances, Vauvert, France, Éditions Au Diable Vauvert, 2009, 235 p. (ISBN 978-2-84626-209-5)
- (Collectif), Je t'aime encore, Paris, Éditions Nicolas Philippe, 2004, « La Gloire de l'amour »
- (Collectif), Extases de femme, Paris, Éditions Blanche, 2006, 238 p. (ISBN 978-2-84628-160-7), « J'aime mon mari »
- (Collectif), Doudou, Paris, Éditions Anabet, « Bernard' »
- (Collectif), Bordel Jean-Michel Basquiat, vol. 9, Paris, Stéphane Million Éditeur, 2008, 187 p. (ISBN 978-2-917702-04-8), « Basquiat »
- Sylvie Bourgeois, « Henriette : Un conte d’enfants pour finir l’année »(Archive.org • Wikiwix • Archive.is • Google • Que faire ?), sur causeur.fr, Causeur.fr, 31 décembre 2008 (consulté le 21 octobre 2009)
- (Collectif), Bordel Imposteur, vol. 10, Paris, Stéphane Million Éditeur, 2009, 176 p. (ISBN 978-2-917702-09-3), « Un imposteur »
- (Collectif), Bordel Rat Pack, vol. 11, Paris, Stéphane Million Éditeur, 2009, 288 p. (ISBN 978-2-917702-13-0), « Amour, Culture et Politique »
- Sophie à Cannes. Le grand bordel de Cannes. Éditeur Stéphane Million. Collectif. 2010
- Hiroshi. Bordel Japon. Éditions Stéphane Million. Collectif. Avril 2011
- Poupée. Almanach insolite. Editions Mine de rien. Octobre 2014.